# Eparquía de Nuestra Señora del Líbano de Los Ángeles
La eparquía de Nuestra Señora del Líbano de Los Ángeles (en latín: Eparchia Dominae Nostrae Libanensis in civitate Angelorum in California Maronitarum y en inglés: Maronite Catholic Eparchy of Our Lady of Lebanon of Los Angeles) es una circunscripción eclesiástica de la Iglesia católica en Estados Unidos. Se trata de una eparquía maronita inmediatamente sujeta a la Santa Sede. Desde el 10 de julio de 2013 su eparca es Abdallah Elias Zaidan, de la Congregación de los Misioneros Libaneses.

## Territorio y organización

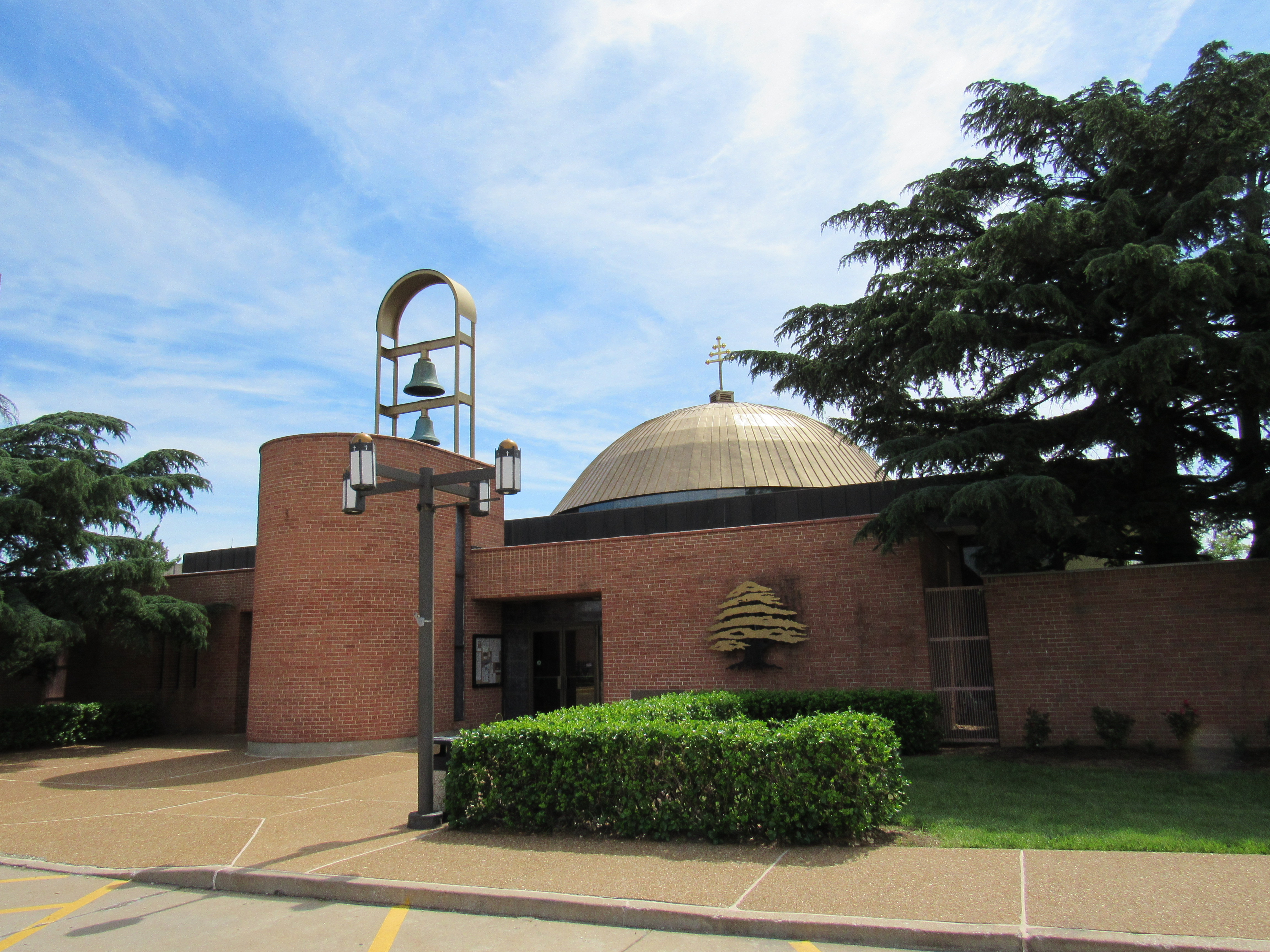
Concatedral de San Raimundo, Los Ángeles

La eparquía extiende su jurisdicción sobre los fieles católicos maronitas residentes en 34 estados: Alabama, Alaska, Arizona, Arkansas, California, Colorado, Dakota del Norte, Dakota del Sur, Hawái, Idaho, Illinois, Indiana, Iowa, Kansas, Kentucky, Luisiana, Míchigan, Minesota, Misisipi, Misuri, Montana, Nebraska, Nevada, Nuevo México, Ohio, Oklahoma, Oregón, Tennessee, Texas, Utah, Virginia Occidental, Washington, Wisconsin, Wyoming.
La sede de la eparquía se encuentra en San Luis (en el estado de Misuri), en donde se halla la Concatedral de San Raimundo. En Los Ángeles se encuentra la Catedral de Nuestra Señora del Monte Líbano y San Pedro. Un decreto de la Congregación para las Iglesias Orientales de 10 de julio de 2001 dispuso el traslado de la sede de la eparquía a transferida a San Luis en Misuri, elevándose a la parroquia local de San Raimundo al rango de concatedral.
En 2019 en la eparquía existían 34 parroquias, además de misiones y comunidades:
Parroquias
- San Elías (Saint Elias Maronite Church) en Birmingham, Alabama[3]
- San José (Saint Joseph Maronite Church) en Phoenix, Arizona[4]
- San Juan Marón (Saint John Maron Church) en Orange, área de Anaheim, California[5]
- Catedral de Nuestra Señora del Monte Líbano-San Pedro (Our Lady of Mount Lebanon - St. Peter Cathedral) en Los Ángeles, California[6]
- Nuestra Señora del Líbano (Our Lady of Lebanon Maronite Catholic Church) en Millbrae, área de San Francisco, California[7]
- San Efraín (Saint Ephrem Maronite Catholic Church) en El Cajón, área de San Diego, California[8]
- San Judas (Saint Jude Maronite Catholic Church) en West Covina, área de Los Ángeles, California
- Santa Rafka (Saint Rafka Maronite Catholic Church) en Lakewood, área de Denver, Colorado[9]
- Nuestra Señora del Líbano (Our Lady of Lebanon Maronite Catholic Church) en Lombard, área de Chicago, Illinois[10]
- San Chárbel (Saint Sharbel Parish) en Peoria, Illinois
- Excatedral de San Marón (Saint Maron Maronite Church) en Detroit, Míchigan[11]
- Nuestra Señora del Líbano (Our Lady of Lebanon Maronite Church) en Flint, área de Detroit, Míchigan[12]
- San Chárbel (Saint Sharbel Maronite Catholic Church) en municipio de Clinton, área de Warren, Míchigan[13]
- Santa Rafka (Saint Rafka Maronite Catholic Church) en Livonia, área de Detroit, Míchigan[14]
- San Marón (Saint Maron Maronite Catholic Church) en Mineápolis, Minnesota[15]
- Sagrada Familia (Holy Family Maronite Catholic Church) en Mendota Heights, área de Saint Paul, Minnesota[16]
- Concatedral de San Raimundo (Saint Raymond's Maronite Cathedral) en San Luis, Misuri[17]
- San Chárbel (Saint Sharbel Maronite Catholic Church) en Las Vegas, Nevada[18]
- San Antonio de Padua (Saint Anthony of Padua Maronite Catholic Church) en Cincinnati, Ohio[19]
- San Marón (Saint Maron Parish) en Cleveland, Ohio[20] (incluye la Independence Chapel en Cleveland)
- San Ignacio de Antioquía (Saint Ignatius of Antioch, Maronite Catholic Church) en Dayton, Ohio[21]
- Nuestra Señora de los Cedros del Monte Líbano (Our Lady of the Cedars of Mount Lebanon Maronite Catholic Church) en Fairlawn, Ohio[22]
- Basílica y santuario nacional de Nuestra Señora del Líbano (Basilica and National Shrine of Our Lady of Lebanon) en North Jackson, área de Youngstown, Ohio[23]
- San Marón (Saint Maron Church) en Youngstown, Ohio[24]
- Santa Teresa del Niño Jesús (Saint Therese of the Child Jesus Catholic Church - Maronite Rite) en Tulsa, Oklahoma[25]
- San Chárbel (Saint Sharbel Maronite Catholic Church) en Portland, Oregón[26]
- De Nuestra Señora (Our Lady’s Maronite Catholic Church) en Austin, Texas[27]
- Nuestra Señora de los Cedros (Our Lady of Cedars Maronite Church) en Houston, Texas[28]
- Nuestra Señora del Líbano (Our Lady of Lebanon Maronite Catholic Church) en Lewisville, área de Dallas, Texas[29]
- San Jorge (Saint George Maronite Catholic Church) en San Antonio, Texas[30]
- San Judas (Saint Jude Maronite Church) en Murray, Utah[31]
- Nuestra Señora del Líbano (Our Lady of Lebanon Church) en Wheeling, Virginia Occidental (área de Pittsburgh)[32]

Misiones
- Misión San José (Saint Joseph Maronite Catholic Mission) en Riverside, área de Inland Empire, California[33]
- Misión de los Santos Pedro y Pablo (Saints Peter and Paul Maronite Mission) en Simi Valley, área de Los Ángeles, California[34]
- Misión Nuestra Señora del Rosario (Our Lady of the Rosary Maronite Catholic Mission) en Carmichael, área de Sacramento, California[35]
- Misión San Chárbel (Saint Sharbel Maronite Catholic Mission) en Stockton, California
- Misión de San Chárbel (Saint Sharbel Maronite Catholic Mission of Louisiana) en Metairie, área de Nueva Orleans, Luisiana
- Misión Nuestra Señora del Líbano (Our Lady of Lebanon Maronite Catholic Mission of Columbus) en Saint Andrew Church de Columbus, Ohio[36]
- Misión Nuestra Señora del Líbano (Our Lady of Lebanon Maronite Mission) en Norman, área de Oklahoma City, Oklahoma[37]
- Misión de San Chárbel (Saint Sharbel Mission of Milwaukee) en St. Sebastian Catholic Church de Sturtevant, área de Milwaukee, Wisconsin[38]
- Misión de San Chárbel (Saint Sharbel Maronite Catholic Mission) en El Paso, Texas[39]
- Comunidad maronita en Louisville, Kentucky (en la parroquia Saint Thomas More)[40]

Monasterios
- Monasterio del Sagrado Corazón de los Monjes Maronitas de Jesús, María y José (Sacred Heart Monastery of Maronite Monks of Jesus Mary and Joseph) en Beaverton, área de Portland, Oregón[41]
- Capilla de la Orden Maronita de la Bendita Virgen María (Maronite Order Blessed Virgin) en Ann Arbor, Míchigan

## Historia
La inmigración maronita a Estados Unidos comenzó a fines del siglo XIX.
El exarcado apostólico de los Estados Unidos de América para los fieles de rito maronita fue erigido por el papa Pablo VI mediante la bula Cum supremi el 10 de enero de 1966, como sufragáneo de la arquidiócesis de Detroit.
El 29 de noviembre de 1971 mediante la bula Quae spes del papa Pablo VI el exarcado fue elevado a eparquía con el nombre de San Marón de Detroit. El 27 de junio de 1977 la sede fue trasferida de Detroit a Brooklyn y la eparquía recibió el nombre de eparquía de San Marón de Brooklyn.
La eparquía de Nuestra Señora del Líbano de Los Ángeles fue erigida por el papa Juan Pablo II mediante la bula Omnium Catholicorum el 19 de febrero de 1994, separando la mayor parte del territorio de la eparquía de San Marón de Brooklyn.

Itaque, sententia audita Patriarchae Antiocheni Maronitarum cum eius Synodo necnon Coetus Episcoporum illius Nationis quam supra memoravimus, consentiente pariter ibidem Pronuntio Apostolico, scilicet Venerabili Fratre Augustino Cacciavillan, Archiepiscopo titulo Amiternino, haec quae sequuntur statuimus et decernimus Apostolica Nostra suffulti auctoritate. Eparchiam constituimus quae complectetur fideles has Foederatas Civitates in praesentia incolentes, scilicet Ohio, W. Virginia, Illinois, Alabama, Michigan, Minnesota, Missouri, Texas, Utah, Arizona, Nevada, Oregon, California, Alaska, Hawaii, Indiana, Kentuchy, Tennessee, Mississipi, Wisconsin, Iowa, Arkansas, Louisiana, North Dakota, South Dakota, Kansas, Oklahoma, Nebraska, Montana, Wyoming, Colorado, New Mexico, Idaho et Washington. Quam Eparchiam ab altera Sancti Maronis Bruklyniensis separamus illaque proinde titulum obtinebit « Dominae Nostrae Libanensis in civitate Angelorum in California».

## Estadísticas
De acuerdo al Anuario Pontificio 2020 la eparquía tenía a fines de 2019 un total de 47 000 fieles bautizados.
| Año                                                                             | Población            | Población | Población      | Sacerdotes | Sacerdotes    | Sacerdotes    | Bautizados por sacerdote | Diáconos permanentes | Religiosos | Religiosos | Parroquias |
| Año                                                                             | Bautizados católicos | Total     | % de católicos | Total      | Clero secular | Clero regular | Bautizados por sacerdote | Diáconos permanentes | Varones    | Mujeres    | Parroquias |
| ------------------------------------------------------------------------------- | -------------------- | --------- | -------------- | ---------- | ------------- | ------------- | ------------------------ | -------------------- | ---------- | ---------- | ---------- |
| 1999                                                                            | 24 108               | ?         | ?              | 39         | 31            | 8             | 618                      | 8                    | 8          | 7          | 28         |
| 2000                                                                            | 24 054               | ?         | ?              | 41         | 31            | 10            | 586                      | 8                    | 10         | 7          | 30         |
| 2001                                                                            | 24 658               | ?         | ?              | 36         | 26            | 10            | 684                      | 8                    | 10         | 7          | 30         |
| 2002                                                                            | 26 133               | ?         | ?              | 44         | 33            | 11            | 593                      | 9                    | 11         | 7          | 32         |
| 2003                                                                            | 27 000               | ?         | ?              | 43         | 30            | 13            | 627                      |                      | 13         | 7          | 32         |
| 2004                                                                            | 27 500               | ?         | ?              | 48         | 35            | 13            | 572                      | 7                    | 13         | 7          | 32         |
| 2009                                                                            | 44 919               | ?         | ?              | 46         | 30            | 16            | 976                      | 14                   | 16         | 5          | 28         |
| 2013                                                                            | 52 300               | ?         | ?              | 45         | 29            | 16            | 1162                     | 21                   | 19         | 5          | 35         |
| 2016                                                                            | 46 000               | ?         | ?              | 51         | 30            | 21            | 901                      | 17                   | 27         |            | 32         |
| 2019                                                                            | 47 000               |           |                | 53         | 34            | 19            | 886                      | 17                   | 21         | 8          | 34         |
| Fuente: Catholic-Hierarchy, que a su vez toma los datos del Anuario Pontificio. |                      |           |                |            |               |               |                          |                      |            |            |            |

## Episcopologio
- John George Chedid † (19 de febrero de 1994-20 de noviembre de 2000 retirado)
- Robert Joseph Shaheen † (5 de diciembre de 2000-10 de julio de 2013 retirado)
- Abdallah Elias Zaidan, C.M.L., desde el 10 de julio de 2013 [47]